# Totò, Fabrizi e i giovani d'oggi
Totò, Fabrizi e i giovani d'oggi è un film del 1960 diretto da Mario Mattoli.

## Trama
Carlo, studente ad un passo dal diploma da geometra, e Gabriella, studentessa in una scuola per traduttori, si innamorano e decidono di sposarsi: arriva dunque il momento di comunicare la notizia alle rispettive famiglie.
Il padre di Gabriella, il cavalier Antonio Cocozza, titolare di una premiata pasticceria, sembra accogliere la notizia con disappunto, ma in realtà teme solo di doversi scontrare con la moglie Matilde, così, capito che la figlia è davvero innamorata, con uno stratagemma riesce a estorcere alla severa consorte il consenso di nozze. A casa di Carlo, invece, la situazione si presenta diversa. Il padre, il ragionier Giuseppe D'Amore, si mostra subito decisamente contrario alla questione, principalmente per motivi economici: il suo lavoro al Ministero non gli consente delle entrate tali da poter sostenere le spese di un matrimonio. Il ragazzo, molto devoto al padre, rinuncia allora alle nozze, comunicando la notizia a Gabriella e mandando su tutte le furie anche la famiglia di lei.
A smuovere il ragionier D'Amore ci penserà però la moglie Teresa che, mostrando al marito una vecchia lettera che lui le aveva dedicato perché suo padre, a suo tempo, non intendeva dare il consenso al loro matrimonio, lo convince a lasciar sposare i due innamorati. Carlo, avuto il consenso del padre, finalmente incontra il cavalier Cocozza, che accetta la richiesta del giovane per organizzare il matrimonio entro i successivi tre mesi.
Per il pranzo di fidanzamento viene scelta una trattoria, in cui Cocozza e D'Amore fanno reciproca conoscenza. Dopo diverse incomprensioni su chi debba pagare le varie spese del matrimonio, i due genitori rompono le trattative, gettando nello sconforto i promessi sposi. Per sanare il conflitto tra i rispettivi padri, Carlo e Gabriella organizzano allora una finta fuga d'amore. Messi alle strette da una telefonata dei figli, i due padri danno il consenso alle nozze e Cocozza riesce, ricorrendo ad un altro stratagemma, a trovare il modo di obbligare D'Amore a sobbarcarsi le spese per l'appartamento dei ragazzi.
Per non venire meno all'impegno preso, visto che le sue entrate non gli permettono di meglio, D'Amore entra in una cooperativa edilizia del suo ministero, ottenendo un appartamento più vicino all'aeroporto di Ciampino che a Roma, e peraltro di dimensioni ridottissime, cosa che crea ulteriori frizioni tra i due padri.  Per ricucire l'ennesimo strappo tra i due, le due famiglie fanno credere a entrambi che l'altro voglia scusarsi, combinando un incontro tra i due alla pasticceria di Cocozza. Ma anche in questo caso l'incontro finisce in lite. Per risolvere la situazione, Carlo e Gabriella partecipano, con l'aiuto delle rispettive madri, a una trasmissione televisiva sui giovani d'oggi, durante la quale di fronte a milioni di telespettatori e ai loro padri raccontano la loro storia rivelando anche la notizia, molto probabilmente non vera, di aspettare un figlio. Di fronte allo scandalo nazionale, i due acconsentono finalmente al sospirato matrimonio.
Si arriva quindi al giorno delle nozze: Cocozza e D'Amore si accorgono di aver ricevuto dal sarto ognuno il vestito dell'altro e sono costretti ad un surreale scambio di vestiti in taxi fuori dalla chiesa, che li porta all'ennesima litigata durante la quale finalmente Cocozza (che, per tutta la storia, scambia il ragioniere per fantomatici personaggi conosciuti in passato) si ricorda dell'occasione in cui aveva realmente conosciuto D'Amore (ossia all'epoca del Ventennio, durante una sfilata in Via dell'Impero, ove il ragioniere, a capo di un manipolo della milizia fascista, richiamò pubblicamente Cocozza durante la sfilata dei soldati, perché non si voleva togliere il cappello «giù il cappello!»), sempre più decisi a interrompere le nozze, i due arrivano quando ormai è troppo tardi: i figli si son già sposati. Non potendo fare altro, i due ricominciano a battibeccare sul sagrato della chiesa, sotto la pioggia appena cominciata.